# Rika Masuya
Rika Masuya (増矢 理花, Masuya Rika), née le 14 septembre 1995, est une joueuse internationale de football japonaise.

## Biographie
Le 13 septembre 2014, elle fait ses débuts avec l'équipe nationale japonaise contre l'équipe du Ghana. Elle compte 27 sélections et 6 buts en équipe nationale du Japon.

## Statistiques
Le tableau ci-dessous présente les statistiques de Rika Masuya en équipe nationale
| Équipe du Japon | Équipe du Japon | Équipe du Japon |
| Année           | Matchs          | Buts            |
| --------------- | --------------- | --------------- |
| 2014            | 7               | 2               |
| 2015            | 3               | 1               |
| 2016            | 3               | 0               |
| 2017            | 2               | 0               |
| 2018            | 12              | 3               |
| Total           | 27              | 6               |

## Palmarès
- Vainqueur de la Coupe d'Asie 2018